# Bröt

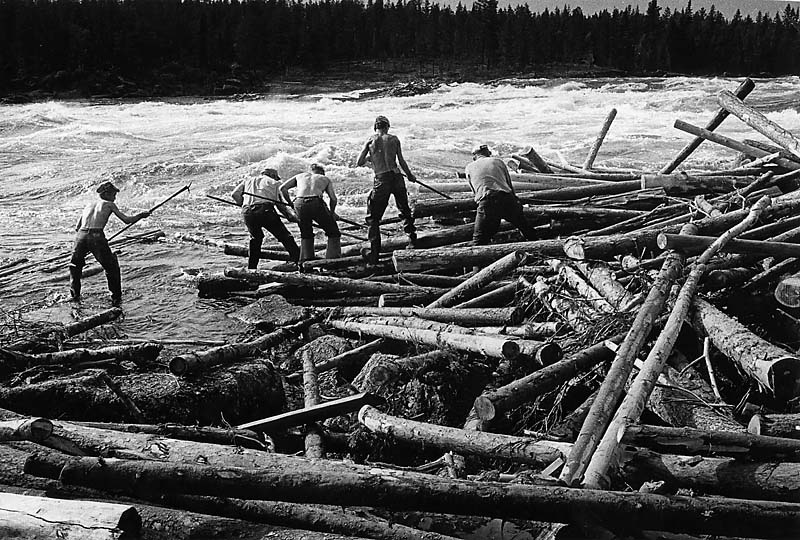
Arbete med timmerbröt i Västerbotten, okänt år. Foto: Pål-Nils Nilsson

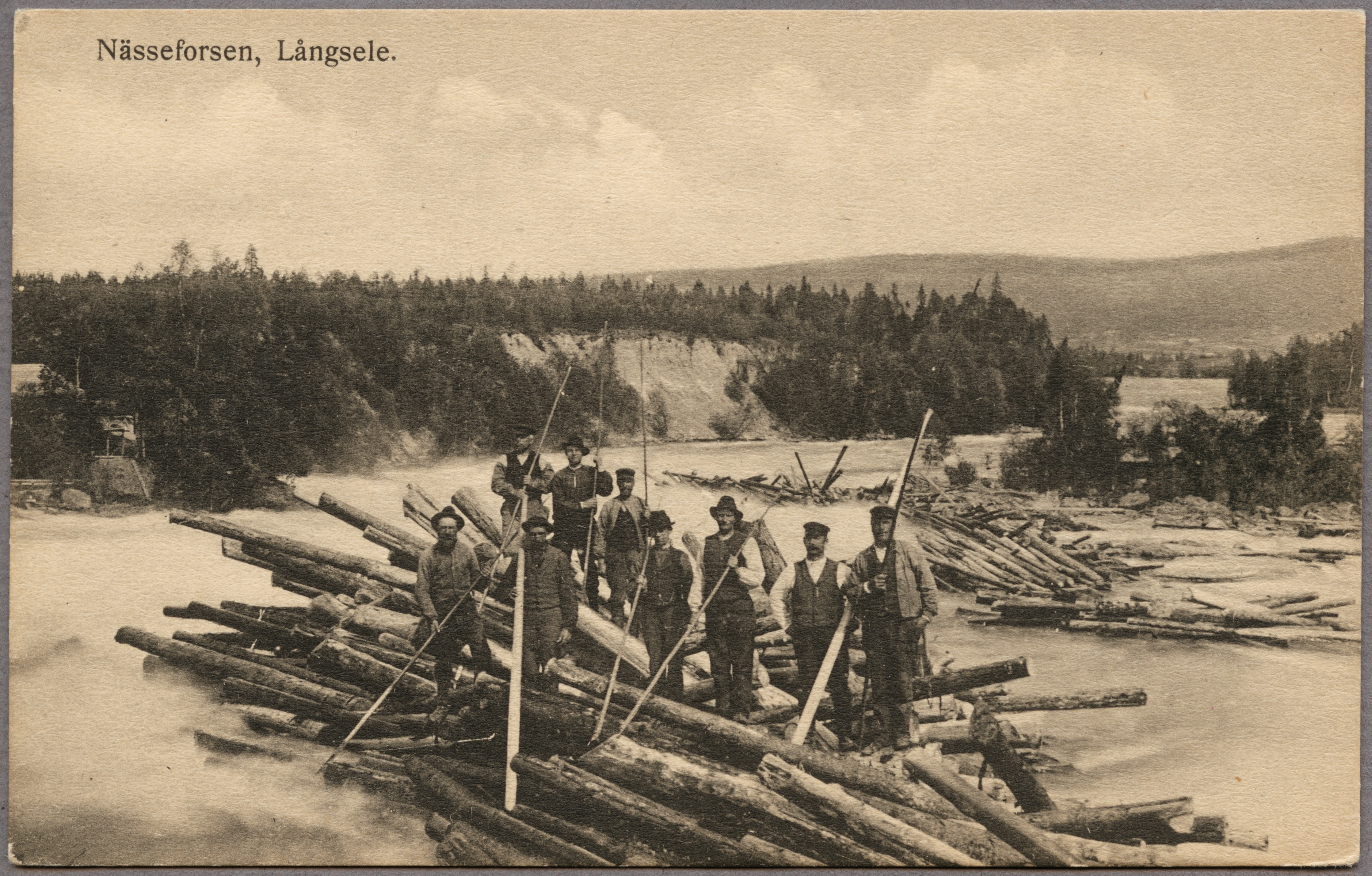
Timmerflottare på bröt i Nässeforsen, Långsele

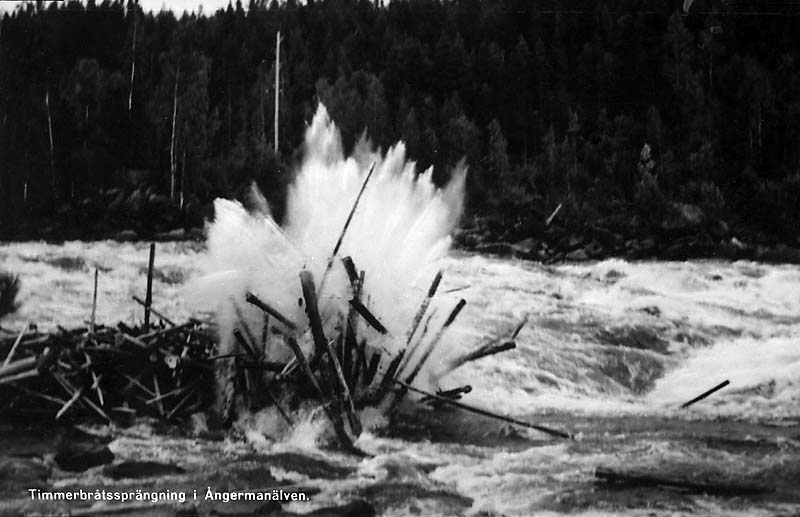
Timmersprängning i Ångermanälven, mellan 1940 och 1958

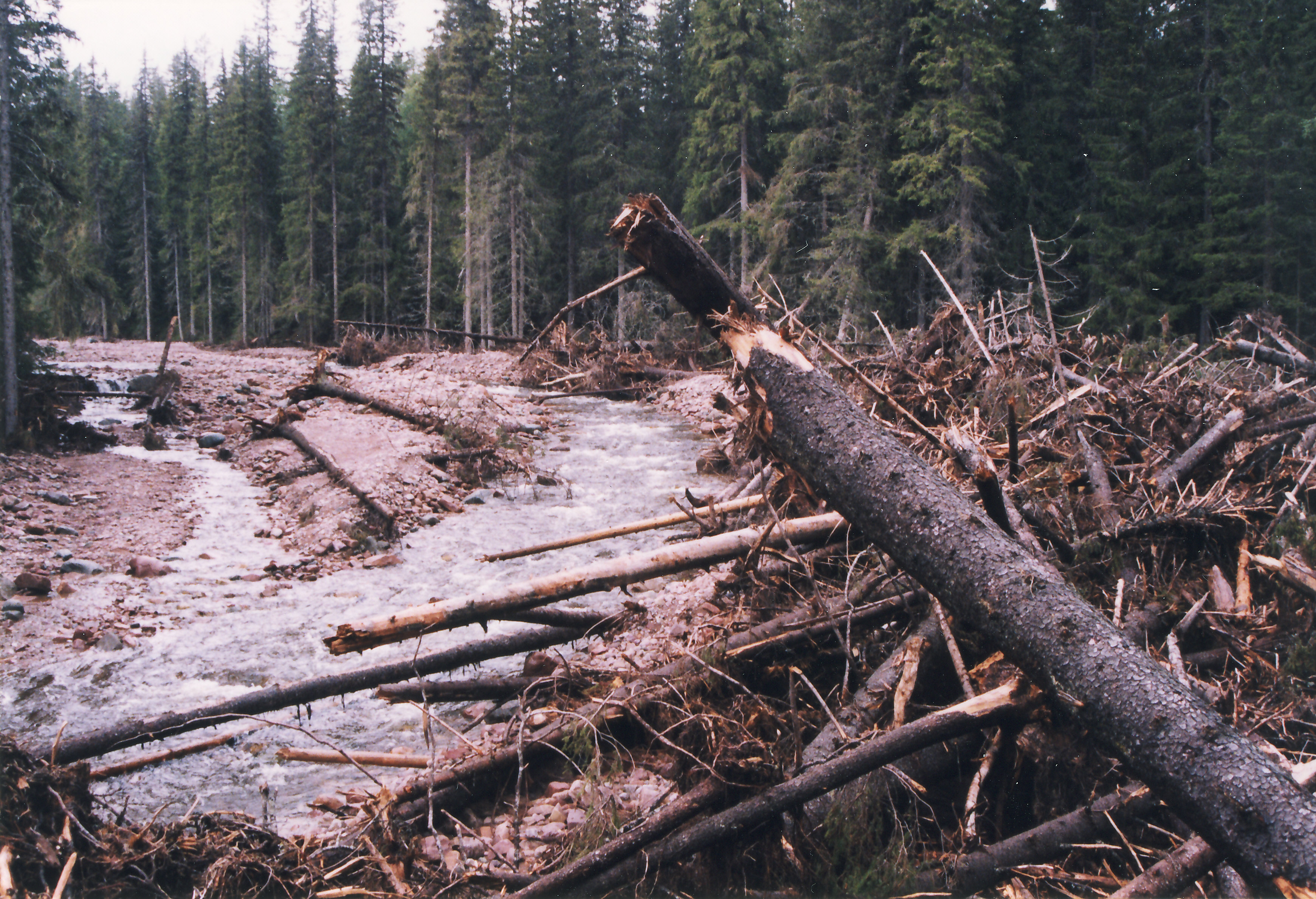
Rester av en bröt vid Stora Göljån, på ett foto som är taget i juni 1998, ett knappt år efter Regnkatastrofen på Fulufjället 1997.

Bröt eller  bröte är en trasslig anhopning av timmer som stockat sig, i första hand en sådan som kunde uppstå vid flottning av enskilda timmerstockar vid lösflottning i strömt vatten.
Brötar vid flottning kunde lösas upp manuellt genom att använda bröthakar eller i svåra fall genom att sprängas. Flottning var ofta farligt, och det var ofta som det hände olyckor med drunkning som följd. År 1936 inträffade till exempel Ormsjöolyckan, då 14 flottare omkom i Ormsjön i Lappland, när motorbåten de färdades i kapsejsade i kallt vatten. Att riva brötar var extra farligt. 
Brötar av brutna träd kan också uppstå under extrema väderomständigheter, som vid Regnkatastrofen på Fulufjället 1997, då störtfloder av vatten sköljde genom ådalarna från Fulufjället i Älvdalens kommun, framför allt Göljåarna. Dessa underminerade granarna i ådalarna, vilka flöt i strömmarna och bildade brötar.